# Leucania lineatissima
Leucania lineatissima är en fjärilsart som beskrevs av W. Warren 1912. Leucania lineatissima ingår i släktet Leucania och familjen nattflyn. Inga underarter finns listade i Catalogue of Life.